# Sandstar
Sand-star (Carex arenaria) er et 10-40 cm højt halvgræs, der i Danmark vokser i klitter og på heder, sandede overdrev og bakker. Rødderne har stor sandbindende evne.

## Beskrivelse
Sand-star er en flerårig urt med lange underjordiske udløbere, der kan blive meterlange, hvilket gør at hvert individ (der er spiret fra ét frø) kan danne en meget stor klon. Udløberne er beklædt med optrævlede brune lavblade.
Rødder kan udgå fra hjørnerne af alle lavblade. De har stor sandbindende evne. Ved hvert femte lavblad udgår ét eller flere oprette overjordiske skud. Når Sand-star koloniserer friskaflejret sand bliver udløberne meget lange og strakte. Derved kommer de overjordiske skud til at stå på karakteristiske rækker.
Løvbladene er rendeformede, 15-20 cm lange. Blomsterstanden er brunlig og består af mange, tilsyneladende ens, småaks. De nedre småaks er rent hunlige, de øvre rent hanlige, mens de midterste er tvekønnede – med hanblomsterne nederst i hvert småaks. Blomsterstanden er først opret, men bliver nikkende ved frugtmodning. Frugthylstrene har en bred vingekant, som sandsynligvis kan fremme frøspredning med vinden.

## Udbredelse
Sand-star er udbredt langs Europas Atlanterhavskyst fra den Iberiske Halvø til det sydlige Norge, langs med den sydlige Østersøs kyster, samt i indlandklitter i Danmark, Holland, nordlige Tyskland og Polen.

## Habitat
Sand-star er meget almindelig på sandet jordbund, især langs kysten, fx i klitter.